# Adoption en Suisse
Pour les autres articles nationaux ou selon les autres juridictions, voir Adoption (homonymie).
 (août 2019).
Si vous disposez d'ouvrages ou d'articles de référence ou si vous connaissez des sites web de qualité traitant du thème abordé ici, merci de compléter l'article en donnant les références utiles à sa vérifiabilité et en les liant à la section « Notes et références ».
La procédure d'adoption en Suisse commence par une demande à la police des étrangers pour une autorisation à faire venir en Suisse un enfant en vue d'adoption. La demande doit spécifier le pays d’où viendra l'enfant adopté. 

## Procédure
En Suisse, la procédure d'adoption est régie par le Code civile art. 268 ss. et se compose de la requête (CC 268), de l'enquête (CC 268a), puis de la décision.
Contrairement à certains États (notamment la France) qui proposent la possibilité d'une adoption simple n'impactant pas les liens de filiation antérieurs, l'adoption en Suisse a pour effet que les liens de filiation existants sont rompus (principe de l'adoption plénière), sous réserve du cas particulier de l'adoption du conjoint ou partenaire (CC art. 264c). L'adopté acquérant le statut d'enfant du ou des parents adoptifs (CC art. 267 art. 1).

## Précisions concernant l'adoption d'enfants étrangers
La police des étrangers délègue alors le Service des mineurs et des tutelles du canton de résidence, qui rend un avis favorable ou non. Les candidats à l'adoption déboutés peuvent recourir par voie judiciaire contre l'avis du Service des mineurs et des tutelles. Munis de l'autorisation, les parents adoptifs peuvent commencer leurs recherches. En général, une agence d'adoption du pays de l'enfant placera l'enfant chez les parents adoptifs résidant en Suisse. Selon le pays, les parents peuvent rentrer avec l'enfant en Suisse après le placement, ou bien après la fin de la procédure d'adoption dans le pays d'origine de l'enfant. L'autorisation de la police des étrangers permet aux parents adoptifs de demander un visa pour l'enfant au consulat suisse. Une fois rentrés, l'enfant est, au sens de la loi suisse, « placé en vue d'adoption » dans la famille. Un tuteur est nommé : il s'agit généralement de l'assistant social qui avait émis l'avis concernant la capacité à adopter de la famille. Le tuteur suit la famille pendant la « période de placement », qui dure un an. Selon le pays d'origine de l'enfant, le tuteur peut avoir à envoyer des rapports à l'agence qui a placé l'enfant.
Une fois la période de placement terminée, les parents adoptifs peuvent demander à l'autorité judiciaire, l'« Autorité tutélaire de surveillance », de prononcer l'adoption plénière de l'enfant.